# Fredo Kunze

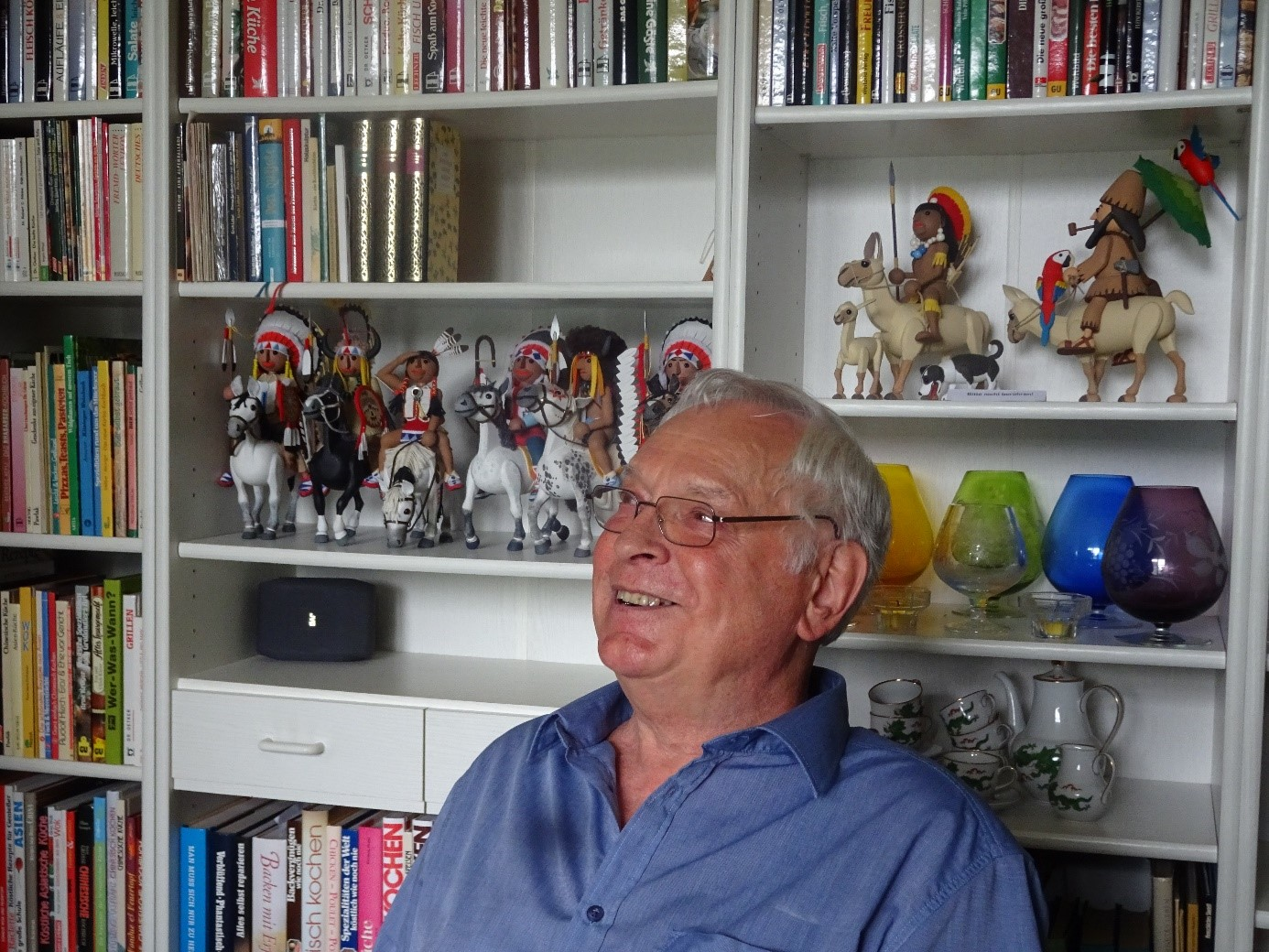
Fredo Kunze (2018)

Fredo Kunze (* 17. Oktober 1936 in Dittersbach) ist ein deutscher Drechsler und Schnitzer.

## Leben
Kunze wuchs in Dittersbach bei seinen Eltern zusammen mit zwei älteren Geschwistern auf. Nach drei Jahren Schulbesuch wurde die Familie im Mai 1945 aus der Tschechoslowakei vertrieben. Es verschlug sie ins benachbarte Sachsen. Nach seinem Schulabschluss in Radeburg absolvierte Kunze 1951 bis 1954 in Radebeul eine Tischlerlehre bei der Firma Tennert. Nach dem Umzug nach Meißen wechselte Kunze 1955 zur Firma PGH Raumkunst (später VEB Raumkunst), wo er 1963 seine Meisterprüfung ablegte und auch weiter als Tischler tätig war.
1969 ging Kunze zum Studium der Innenarchitektur nach Heiligendamm. Er wurde im Alter von 33 Jahren ausnahmsweise noch zum Studium zugelassen, da sein Betrieb ihn bei diesem Anliegen unterstützte und ihn delegierte – unter der Voraussetzung, dass er zu seiner Firma zurückkehre; diese Vereinbarung hielt: Nach dem Studium kehrte Kunze zurück nach Meißen und arbeitete bis zur Rente in dem Betrieb, der ihm zuvor das Studium ermöglicht hatte. Kunze entwarf in dieser Zeit unter anderem Inneneinrichtungen für Kulturhäuser, Küchen, Büros, Messestände, Wohnräume und Gaststätten.

## Künstlerisches Wirken
Schon früh begeisterte sich Fredo Kunze für vielerlei kreativ-künstlerische Tätigkeiten. Er malte und zeichnete bereits zu Grundschulzeiten Bildgeschichten.

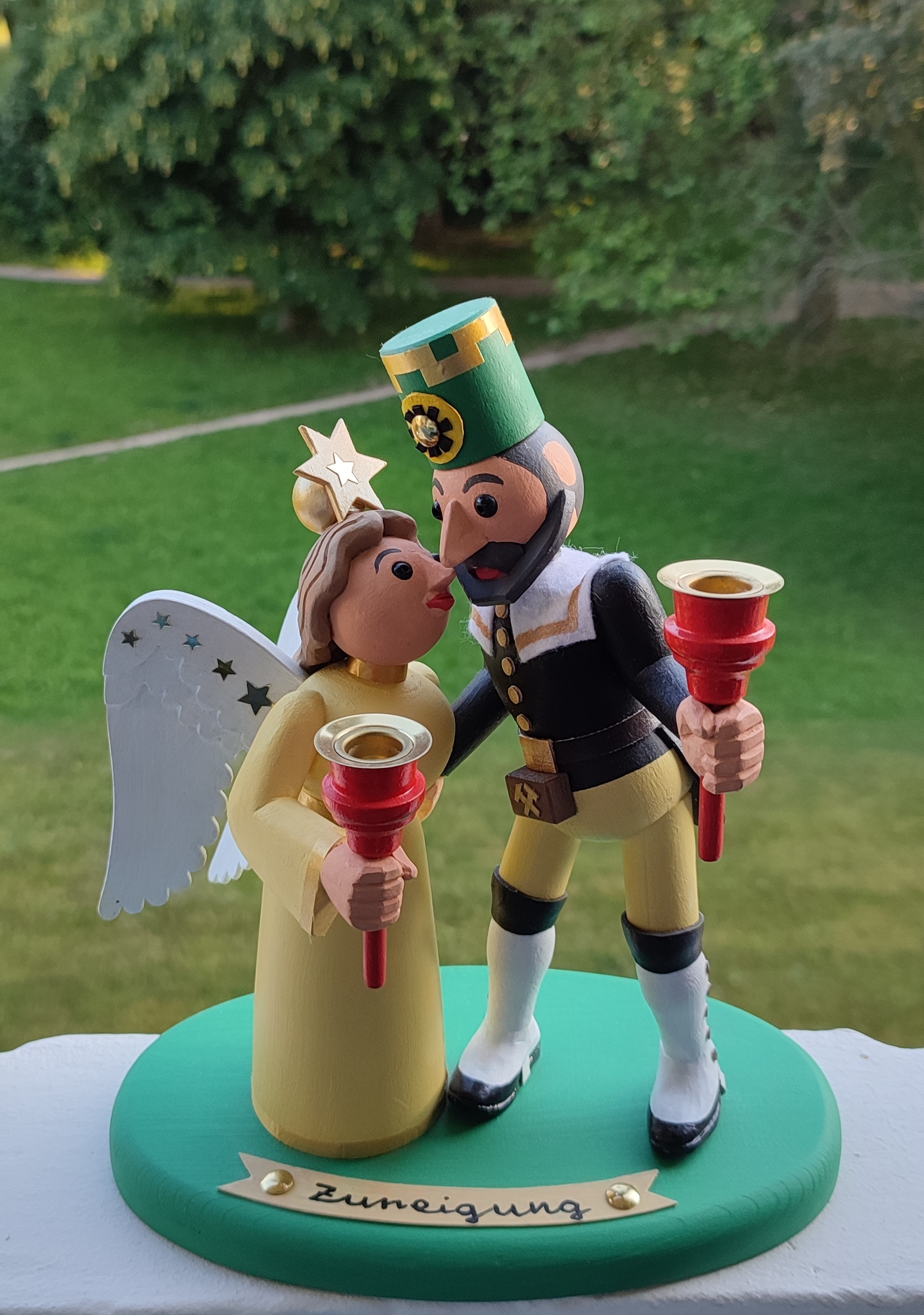
Bergmann und Engel

Neben seiner Begeisterung für das Zeichnen versuchte Kunze sich als Kind und Jugendlicher im Schnitzen, er baute Flugzeugmodelle aus unterschiedlichen Materialien, versuchte sich im Modellbau, im Scherenschnitt und im Gipsschnitt. Er batikte, schnitt Intarsien. Bei all diesen Techniken, mit denen er phasenweise experimentierte, blieben Kunze zwei große Leidenschaften länger erhalten: zum einen das Zeichnen, zum anderen das Puppentheater. Ebenso wie das Geschehen auf der Bühne interessierten Fredo Kunze auch der Kulissen- und Puppenbau.
Kunze hatte ein musikalisches Elternhaus. Beide Eltern spielten Instrumente; der Vater Geige und Ziehharmonika, die Mutter sang und spielte Gitarre. Und so lernte Fredo Kunze als Kind die Mundharmonika, später dann das Akkordeonspielen. Zusammen mit zwei Freunden machte Kunze von 1954 bis 1969 im Mundharmonika-Trio „Vermati“ Musik.
Kunzes bildende Kunst, die er in früheren Jahren schuf, trat lange Jahre zugunsten des Berufslebens in den Hintergrund. Erst seit Eintritt ins Rentenalter Mitte der 1990er Jahre widmete er sich erneut der Kunst. Nun waren es modellierte Figuren aus Masse, denen Kunze Gestalt gab. Etwa 2012 wechselte er das Material und seither drechselt er Figuren, die er beschnitzt und bemalt. Die einzeln gedrechselten Bestandteile der Figuren werden im Anschluss beschnitzt, zusammengefügt und danach bemalt und gegebenenfalls textil eingekleidet.
Kunzes Ensembles entspringen oft Klassikern der Literatur, den Abenteuer- und Märchenwelten wie etwa Don Quichote, Baron von Münchhausen, Indianer bei der Büffeljagd, Mäuse in vielerlei Szenen oder Märchen.
Mit seinen unbeweglichen dreidimensionalen Szenerien erzeugt er eine Dynamik und verbindet die Bildwelten von Comic, Kunst und Volkskunst.

## Ausstellungen
- Museum für Sächsische Volkskunst, Dresden 
  - November 2013 – Februar 2014 „Weihnachten mit Fredo Kunze, Mario und Lukas Lerch“
  - Juni 2018 – Januar 2019 „Der Baron lügt. Die wunderbare Welt des Fredo Kunze“
- Münchhausenmuseum Bodenwerder, 
  - Mai 2020 – Januar 2022 „Phantasie lügt nie. Von gedrechselter Literatur und wahrhaftigen Abenteuern“
  - Präsentation von Riesa, Dauerleihgaben aus dem Werk von Kunze (bis 2028)
- Stadtmuseum Riesa
  - Oktober 2023 – Januar 2024 „Abenteuer in Holz. Die farbenfrohe Welt des Fredo Kunze“

## Werke (Auswahl)
Objekte im Besitz der Staatlichen Kunstsammlungen Dresden, Museum für Sächsische Volkskunst; in diesem Museum befindet sich ein Großteil von Fredo Kunzes Werken
- Kinderbuch, kopiert. In: Online Collection der SKD. Staatliche Kunstsammlungen Dresden, 9. Juli 2024, abgerufen am 9. Juli 2024.
- Robinson (eine Bildgeschichte). In: Online Collection der SKD. Staatliche Kunstsammlungen Dresden, 2024, abgerufen am 9. Juli 2024.
- Weihnachtlicher Scherenschnitt. In: Online Collection der SKD. Staatliche Kunstsammlungen Dresden, 2024, abgerufen am 9. Juli 2024.